# Robert A. Jaffray
Robert Alexander Jaffray (16 tháng 12 năm 1873 – 29 tháng 7 năm 1945) là một giáo sĩ Tin Lành thuộc Hội Truyền giáo Phúc Âm Liên hiệp, người đã dành trọn đời mình để truyền bá Tin Lành tại Trung Quốc, Việt Nam, Indonesia và nhiều quốc gia châu Á khác. Ông là nhà sáng lập kiêm hiệu trưởng đầu tiên của Trường Thánh kinh Thần học Ngô Châu – tiền thân của Viện Thần học Kiến Đạo tại Hồng Kông ngày nay, đồng thời là cây bút chủ lực và tổng biên tập của tờ “Thánh Kinh báo” – một ấn phẩm chuyên sâu về Kinh Thánh, được lưu hành rộng rãi trong cộng đồng Cơ Đốc nhân nói tiếng Hoa. Không dừng lại ở công tác giảng dạy và xuất bản, năm 1929, Jaffray đã thành lập tổ chức truyền giáo đầu tiên của người Trung Quốc mang tên “Đoàn Truyền giáo Ngoại quốc Trung Hoa” (CFMU) – một dấu mốc lịch sử quan trọng thể hiện sự chuyển mình trong công cuộc truyền giáo bản địa, từ chỗ tiếp nhận thành chủ động sai phái. Cuộc đời ông – một đời sống đầy dũng khí, kiên trì giữa gian nan, sáng rực lòng tận hiến giữa thử thách – đã được ghi lại trong quyển tiểu sử Let My People Go!: The Life of Robert A. Jaffray (tạm dịch: “Hãy để dân Ta đi! – Cuộc đời của Robert A. Jaffray”), do A. W. Tozer chấp bút xuất bản năm 1947, một trong những nhà thần học và tác giả truyền cảm hứng sâu sắc của thế kỉ 20. Như lời Kinh Thánh từng chép: “Người nào gieo giống trong nước mắt sẽ gặt hái cách vui mừng” (Thi thiên 126:5), cuộc đời Jaffray là minh chứng sống động cho niềm tin bền bỉ và khải tượng thuộc linh không bao giờ phai.

## Hoàn cảnh gia đình
Robert Alexander Jaffray sinh năm 1873 trong một gia đình giàu có và danh giá. Có cha là ông Robert Jaffray (en) và mẹ là bà Sarah Bugg. Gia đình ông sở hữu khối tài sản lớn, đặc biệt nổi bật với việc người cha làm chủ tờ báo nổi tiếng Toronto Globe của Canada – tiền thân của tờ The Globe and Mail (en) ngày nay, một trong những nhật báo có uy tín và tầm ảnh hưởng hàng đầu tại quốc gia này. Là trưởng nam trong một gia đình quyền thế, Robert A. Jaffray được kì vọng rất lớn. Cha ông – một người có chí hướng lớn và khát vọng truyền thừa – đã ấp ủ ước mơ rằng một ngày kia, con trai mình sẽ kế nghiệp, trở thành tổng giám đốc và chủ sở hữu tờ Toronto Globe, tiếp tục duy trì thanh thế và ảnh hưởng của gia tộc trong lĩnh vực truyền thông.

## Tiếng gọi truyền giáo
Thế nhưng, “ý người không bằng ý Trời”. Ngay từ khi còn trẻ, Jaffray đã cảm nhận được một tiếng gọi thiên thượng thôi thúc ông dấn thân vào chức vụ truyền giáo. Một biến cố mang tính quyết định đã đến khi ông gặp gỡ A. B. Simpson – nhà truyền giáo lỗi lạc và là nhà sáng lập Hội Truyền giáo Phúc Âm Liên hiệp. Từ buổi gặp gỡ ấy, khải tượng thuộc linh của Jaffray được thắp sáng. Ông tin chắc rằng mình được Chúa kêu gọi để trở thành nhà truyền giáo tại Trung Quốc – một vùng đất đang cần đến ánh sáng Tin Lành.
Tuy nhiên, quyết định này đã vấp phải sự phản đối kịch liệt từ cha ông. Người cha, vốn luôn mong con tiếp bước sự nghiệp báo chí lẫy lừng, không những không ủng hộ mà còn đe doạ sẽ không chu cấp bất kì khoản chi phí nào cho chuyến đi truyền giáo của con trai. Ông chỉ miễn cưỡng nói rằng nếu Robert một ngày nào đó hối hận và muốn trở về, ông sẽ sẵn sàng chi trả tiền vé khứ hồi, như một “chiếc vé thoát thân” khỏi sự lựa chọn mà ông cho là lầm lạc.
Song, Jaffray đã không quay đầu. Như lời Kinh Thánh từng nói: “Ai đã cầm cày mà còn nhìn lại đằng sau thì không xứng hợp với vương quốc Đức Chúa Trời.” (Lu-ca 9:62). Robert A. Jaffray đã chọn con đường ít người đi – con đường thập tự giá, nơi ông từ bỏ mọi vinh hoa thế gian để làm theo tiếng gọi của Đấng đã sai ông.

## Công cuộc truyền giáo
Vào năm 1897, Hội Truyền giáo Phúc Âm Liên hiệp (CMA) đã chính thức sai phái Robert Alexander Jaffray đến Ngô Châu, Quảng Tây, Trung Quốc. Tại đây, ông đảm nhiệm vai trò lãnh đạo toàn bộ công tác truyền giáo của CMA tại khu vực Hoa Nam. Trong thời gian phụng sự tại Ngô Châu, Jaffray không chỉ đảm đương công việc hành chính truyền giáo mà còn trực tiếp tham gia giảng dạy, rao giảng Tin Lành, tổ chức các chuyến truyền giảng lưu động, góp phần sáng lập Trường Thánh kinh Thần học Ngô Châu – tiền thân của Viện Thần học Kiến Đạo tại Hồng Kông sau này. Ngoài ra, ông còn là tổng biên tập kiêm tác giả chủ lực của tờ “Thánh Kinh báo” bằng tiếng Hoa – một ấn phẩm thần học có ảnh hưởng sâu rộng, được độc giả Hoa ngữ khắp năm châu đón đọc và nghiên cứu. Jaffray nổi tiếng là người có tài năng lãnh đạo xuất chúng, được mệnh danh là một “chiến lược gia và nhà ngoại giao truyền giáo”. Ông còn viết bài và biên tập tờ “Sứ giả Thánh kinh”, do Thư cục Hoa Nam – tiền thân của Nhà xuất bản Truyền giáo Hồng Kông (CAP), phát hành. Từ ấn phẩm này, ông đã gửi đi các tài liệu huấn luyện cho những nhà truyền giáo người Quảng Đông, và sau đó mở rộng ra các vùng khác với những phiên bản ngôn ngữ địa phương, dễ hiểu và gần gũi với dân chúng.
Chỉ một năm sau khi đến Ngô Châu, Jaffray đã bắt đầu thực hiện những chuyến đi truyền giáo đến khu vực ngày nay là Việt Nam – khi ấy còn là thuộc địa của Đông Dương thuộc Pháp. Đến năm 1916, dù vẫn đặt trụ sở chính tại Trung Quốc nhưng ông đã được bổ nhiệm làm Giám sát Khu vực Truyền giáo mới Việt Nam, chứng tỏ tầm ảnh hưởng rộng lớn và sự tin cậy mà Tổng hội CMA dành cho ông.
Nhận thấy nhu cầu cấp bách trong việc chăm sóc đời sống thuộc linh cho cộng đồng người Hoa hải ngoại tại Đông Nam Á, Jaffray đã thành lập tổ chức “Đoàn Truyền giáo Ngoại quốc Trung Hoa” (CFMU), nhằm sai phái các nhà truyền giáo đến Indonesia, Thái Lan và Philippines. Điều đặc biệt là Jaffray từ chối giữ chức Chủ tịch CFMU, bởi ông chủ trương để người Trung Quốc tự đứng ra lãnh đạo công cuộc truyền giáo của chính họ, hầu cho sau này họ có thể hoạch định đường hướng phát triển phù hợp với hoàn cảnh văn hoá và tâm linh riêng biệt. Hai nhân vật chủ chốt được Jaffray tiến cử và đào tạo là mục sư tiến sĩ Vương Tái và người em trai là mục sư Vương Trĩ – hai nhà truyền giáo đầy nhiệt huyết và trung tín. Suốt nhiều thập kỉ sau đó, họ đã vượt sóng gió, “bôn ba khắp bốn bể năm châu”, rao giảng Tin Lành khắp vùng biển Hoa Nam, Nhật Bản, Úc, châu Âu, Anh Quốc và châu Mĩ. Trong đó, mục sư tiến sĩ Vương Tái – thường được gọi là Leland Wang – nhờ công lao truyền giáo kiệt xuất mà được mệnh danh là “D. L. Moody của Trung Quốc”, so sánh với một vị danh sư truyền giáo người Mĩ thế kỉ 19.
Robert Alexander Jaffray đã trung tín hầu việc Chúa tại Ngô Châu, Trung Quốc suốt 35 năm, bất chấp tình trạng sức khoẻ yếu kém do bệnh tim và tiểu đường từ thời niên thiếu. Cuộc đời ông là minh chứng rõ ràng cho tinh thần “gió lay chẳng ngả, bão táp chẳng lùi” của một người tận hiến. Đến năm 1942, khi đang sống tại Makassar, đảo Sulawesi thuộc Indonesia cùng vợ là bà Minnie và con gái là Margaret, nơi ấy bị Hải quân Đế quốc Nhật Bản xâm chiếm trong bối cảnh Đại chiến thế giới lần thứ hai. Chẳng bao lâu sau, Jaffray cùng nhiều nhà truyền giáo khác đã bị quân Nhật bắt giữ và đưa vào trại giam tập trung. Tại nơi giam cầm khắc nghiệt ấy, dù bệnh tật hoành hành và thiếu thốn mọi bề, ông vẫn một lòng hướng về Chúa và dâng đời sống mình cho sứ mệnh Tin Lành. Cuối cùng, vào năm 1945, ông từ trần trong trại tù, vì bệnh tật và suy kiệt do thiếu dinh dưỡng – một kết cục giống như "Nếu hạt lúa mì không rơi xuống đất và chết đi, nó vẫn chỉ là một hạt thôi; nhưng nếu chết đi, nó được kết quả nhiều." (Giăng 12:24).
“Phước cho những người chết là chết trong Chúa” (Khải huyền 14:13), Robert Alexander Jaffray không chỉ là một nhà truyền giáo, mà là một người tuẫn đạo thời hiện đại – người đã hiến trọn đời sống cho Đấng Christ và cho công cuộc mở mang Vương quốc Đức Chúa Trời.

## Trích dẫn
- “Nhu cầu tối thượng và khẩn thiết nhất của thế gian lạc mất này chính là Tin Lành. Chẳng lẽ chúng ta lại không đứng lên, vâng theo mệnh lệnh của Đấng Christ, để đem tin lành cứu rỗi đầy phước hạnh ấy đến với từng linh hồn đang hư mất sao?”